# Gap (Pensilvania)
Gap es un lugar designado por el censo (en inglés, census-designated place, CDP) situado en el condado de Lancaster, Pensilvania, Estados Unidos. Según el censo de 2020, tiene una población de 2186 habitantes.

## Geografía
La localidad está ubicada en las coordenadas 39°59′24″N 76°01′16″O / 39.99000, -76.02111 (39.989889, -76.021247).

## Demografía
Según el censo de 2000, en ese momento los ingresos medios de los hogares eran de $51,000 y los ingresos medios de las familias eran de $54,167. Los hombres tenían ingresos medios por $40,583 frente a los $28,533 que percibían las mujeres. Los ingresos per cápita para la localidad eran de $19,052. Alrededor del 8.1% de la población estaba por debajo de la línea de pobreza.
De acuerdo con la estimación 2017-2021 de la Oficina del Censo, los ingresos medios de los hogares son de $98,750 y los ingresos medios de las familias son de $100,662. Alrededor del 1.8% de la población está por debajo de la línea de pobreza.